# Таршахани, Мохаммад Абдулла
Таршахани Мохаммад Абдулла  (род. 1952 год) — кандидат физико-математических наук. Чрезвычайный и Полномочный посол Палестины в Узбекистане, Туркменистане, Казахстане (1993—2004), Кыргызстане (с резиденцией в городе Ташкенте, Узбекистан). Выпускник Университета дружбы народов им. Патриса Лумумбы.

## Биография
Таршахани Мохаммад Абдулла родился в 1952 году. В 1979 году окончил факультет физико-математических и естественных наук Университета дружбы народов по специальности «физика» (научный руководитель — доцент Виталий Иванович Аникин). В студенческие годы, с 1975 по 1980 год был председателем Конфедерации Палестинских студентов в СССР. В 1989 году защитил кандидатскую диссертацию. Кандидат физико-математических наук.
По окончании учебы работал на административных должностях: член исполнительного комитета Союза Палестинских студентов в Бейруте (1979—1982); член исполнительного комитета Союза Палестинских студентов в Тунисе (1983—1984); зав. кафедрой физики Комитета по науке и технике Палестинской Организации Освобождения в Бейруте, Ливан (1980—1983); советник посольства Палестины в Москве (1990—1991); зам. председателя Комитета по науке и технике Палестинской Организации Освобождения в Йемене
(1992—1993); посол Палестины в Казахстане (1993—2004); глава (дуайен) Дипломатического корпуса в Казахстане (1996—2004); посол Палестины в Узбекистане (2004—2005); посол Палестины в Албании (c 2005 г.).
В 2013 году Таршахани Мохаммад Абдулла назначен на должность посла Палестины в Узбекистане. С 2014 года — посол Палестины в Туркменистане, Чрезвычайный и Полномочный Посол Государства Палестина в Кыргызстане (с резиденцией в г. Ташкент, Узбекистан).

## Награды
- Орден «Достык» II степени (Казахстан, 2004).
- Медаль «Астана».
- Медаль «10 лет Независимости Казахстана».

## Семья
Женат на Таршахани-Хомилковой Любови Васильевне. Имеет троих детей.